# ヤマハ・CSシリーズ
CSシリーズ（シーエス・シリーズ）はヤマハのシンセサイザーの型番・商品名。

## 概要
CSは元々1970年代に発売されていたアナログシンセサイザーのシリーズだった。DXシリーズ発売以降、ヤマハはデジタルシンセサイザーに注力するようになり、しばらくCSシリーズは発売中止していたが、1996年にCS1xを発売し、CSの型番を復活させた。
CS1x以降のCSシリーズについて、リアルタイムでの音色変化をさせるツマミがついている点と分散和音を自動的に演奏するアルペジエイターを搭載しているのが特徴である。旧来のアナログシンセサイザー的な操作方法をとっているが、音源部はPCM音源を採用している。CS1x、CS2xはDTM用として作成され、CS6xとCS6Rはプロ向けのダンスサウンドに特化したシンセサイザーである。
2015年に、CSの名を冠したモデルとしては16年ぶりの新機種となる「reface CS」が発売された（詳細は後述）。

## シリーズのモデル

### アナログシンセサイザーのCSシリーズ
CS80
1977年に発売された初期CSシリーズの最上位機種。8音ポリフォニック。16VCO内蔵のアナログシンセサイザー。コントロールパネルと鍵盤部の間にリボンコントローラーがあり、ピッチ・ベンドが可能。重量は82kg。8VCOずつ２系統の独立したシンセサイザーユニットを持ち、ミックスして発音する。ベロシティとアフタータッチ機能も持つ。
廉価版として、8VCO/8音ポリフォニックのCS-60と4VCO/4音ポリフォニックのCS-50も発売された。
TOTO (バンド)の代表曲『ロザーナ』の間奏でのシンセサイザーのソロで使われている。
CS5
CS10の廉価版モノフォニックシンセサイザーで入門機の位置づけ。
CS10
1977年発売。モノフォニックのアナログシンセサイザー。37鍵で外部入力端子を持つ。1VCO,1VCF,1VCA,2EG,1LFO
「Hatsune Miku Orchestra」において、多用されている。
CS15
CS10を２系統装備した構成のモノフォニックシンセサイザー。CS15Dとは異なる。
CS15D
1979年発売。２系統のプリセット型モノフォニックシンセサイザー。当時は音色メモリー機能が非常に高コストであった。一方でライブ演奏中に音色を切り替えたいというニーズもあり、音色を変えられないプリセットシンセサイザーはニッチな需要があった。マニュアルポジションを選べば、制限されたパラメータで、ある程度の音作りは可能である。
CS20M
1979年発売。CS40Mの廉価版で、モノフォニックシンセサイザー。８種類の音色をメモリーできた。
CS30
アナログシーケンサーを搭載したモノフォニックシンセサイザー。ライブ向けのフラットな筐体となるCS30Lも発売された。
CS40M
1979年発売。デュオフォニックシンセサイザー。2VCOで、それぞれ最低音優先と最高音優先に割り当てられている。ヤマハとして初めてデジタルに音色をメモリーできる機種。リングモジュレーターを備える。
CS70M
1981年発売。6音ポリフォニックアナログシンセサイザー。CS80と同様に２系統の独立したシンセサイザーユニットを持ち、同時発音できる他、高音域と低音域に別々の音色をセットできるスプリットモードを備える。マイクロプロセッサを用いた音色メモリー機構を備える。600音の容量を持つポリフォニックシーケンサー機能を持つが、テンポを外部と同期できる機能はない。MIDIはなく、外部から鍵盤入力情報を受け取れるKEY CODE端子があった。しかしこのKEY CODEを送出できる機材はCP35とGS2だけであった。
CS01
1982年発売。ミニ鍵盤37鍵のモノフォニックアナログシンセサイザー。ブレスコントローラーを初めて装備した。
ストラップを付けてショルダーキーボードとしても使うことができる。(チック・コリアがライブで使っていたことがある)
レゲエミュージシャンの間で、シンセベースとして人気が高まったことがある。
嘉門達夫が「替え歌メドレー」で「紅白歌合戦」に出場した時のバックキーボーディストが弾いている。
松居慶子が「COSMOS-keyboards trio-」時代に使用していた。ブレスコントローラーを用いていた。

### デジタルシンセサイザーのCSシリーズ

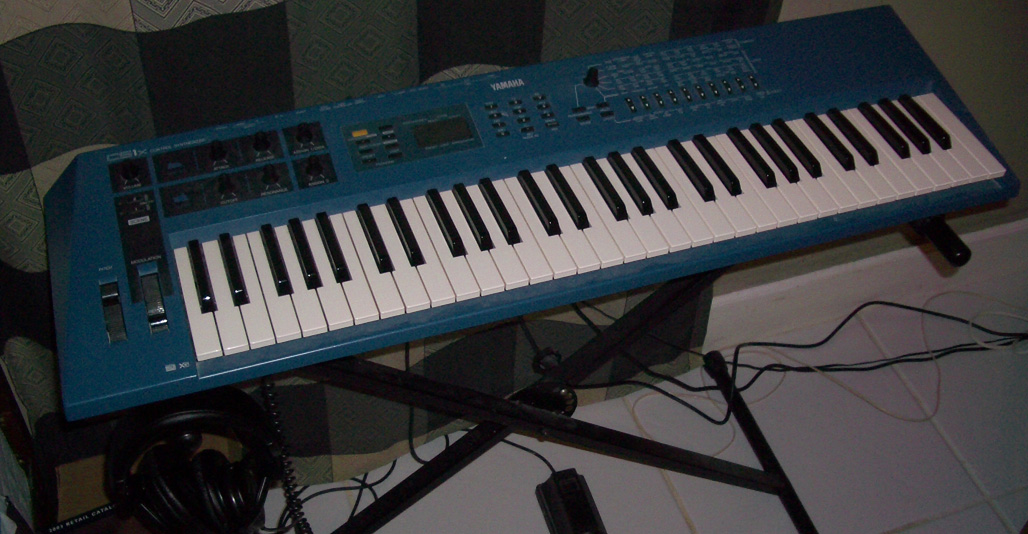
CS1x
1996年発売。16パート32音ポリ。XGフォーマット対応のMU50相当の音源を装備。波形メモリはMU50の4MBから4.5MBに増やされ、その分は4パートの音色を重ねて発音できるパフォーマンスモード用の音色に割り当てられている。青い筐体が特徴的であり、一見海外のメーカー製のシンセサイザーと思えるような外見をしている。
CS2x
1998年発売。16パート64音ポリ。XGフォーマット対応のMU90相当の音源を装備（インサーションエフェクトは割愛されている）。波形メモリは16MBとCS1xの4倍近く増やされている。増やされた波形はEX5直系のものである。ペイル・ブルーシルバーと呼ばれる、水色と銀色を混ぜたような鮮やかな筐体をしており、近未来的なフォルムをしている。
CS6x
1999年発売。上記2機種がアマチュアをターゲットにしたシンセサイザーに対し、プロ向けの製品として設計され、筐体はプラスチック製から、金属製になり、色はシルバー。キータッチもしっかりした鍵盤に変更されている。ダンス系のサウンドをプリセットしている。XGフォーマットには対応していない。プラグインボードを2枚増設することができ、AN音源やVA音源を追加し、自分好みのシンセサイザーにカスタマイズできる。内蔵シーケンサーはプレイバック専用で、PCと接続しないと伴奏データを作成できない。この機種をベースにシーケンサーを強化し、ワークステーションタイプにしたのがヤマハ・MOTIFシリーズと考えられる。またEXシリーズまでは外部記憶装置がフロッピーディスクであったが、この機種からスマートメディアスロットを装備し、そこにコンピュータで作成して、内蔵シーケンサーで演奏させる伴奏データや、サンプリング機能を使って録音した波形を記録できるようになっている。スマートメディアスロットはこの後のヤマハのシンセサイザーにも引き継き採用された。MOTIFやその後継機種MOTIF ESが出た関係もあってか、CS2xはロングセラーであった一方で、後発のCS6xは先に生産完了である。同時発売されたS80とは鍵盤数や内蔵波形の一部が異なるが、構造的には共通点が多く見られる。
CS6R
1999年発売。CS6xのモジュール版。2Uフルラックサイズ。MOTIF-RACKが登場するまで、プラグインボードを取り付けられる唯一のプロ向けラック音源であった。MOTIF-RACKの原型となった機種とも考えられる。CS6xと同時発売。

### reface CS
2015年7月に、過去に発売されたヤマハの鍵盤楽器群を3オクターブ・37鍵のコンパクトサイズで再現したrefaceシリーズ4機種のうちのひとつとして「reface CS」が発表された。同年9月に発売開始。AN音源を搭載し、最大同時発音数は8、イニシャルタッチ付き鍵盤（ただし音源はベロシティ変化には非対応）。マルチソー、パルス、オシレーターシンク、リングモジュレーション、フリーケンシーモジュレーションの5タイプのプリセットを選ぶことで、アナログシンセ特有の音色変化を手軽に再現できる独自のオシレーターを搭載。この他にLFO、EG1系統（AEG/FEGスライダーでアンプとフィルターの音量変化割合を指定）、5種類のエフェクターを搭載。本体には2W×2スピーカーが内蔵され、DC電源だけでなく乾電池による使用にも対応。